# لودرهیل (فلوریدا)
لودرهیل (به انگلیسی: Lauderhill) شهری در شهرستان برووارد ایالت فلوریدا است که در سال ۱۹۵۹ بنیان‌گذاری شده‌است. این شهر طبق سرشماری سال ۲۰۱۰ میلادی، ۶۶٬۸۸۷ نفر جمعیت داشته و مساحت آن نیز ۱۹٫۰ کیلومتر مربع است.